# Tipula macrocephala
Tipula macrocephala är en tvåvingeart som först beskrevs av Carl von Linné 1758.  Tipula macrocephala ingår i släktet Tipula och familjen hårmyggor. Inga underarter finns listade i Catalogue of Life.